# صدرسيات الأقدام
صدرسيات الأقدام أو أمام جسميات الأقدام أو صدر رأسيات الأقدام (الاسم العلمي:Prosomapoda) هي فرع من كلابيات القرون الحقيقية بما في ذلك مجموعات سيفيات الذيل (سلطعون حدوة الحصان) ومسطحات الظهر (مجموعة تضم المتدملقات وقمل الخشب الزائف ومشقوقيات الدرع وعريضات الأجنحة والعنكبيات) بالإضافة إلى العديد من أجناس سيفيات الذيل النظيرة القاعدية.